# نیو لاندن (نیوهمپشایر)
نیو لاندن (به انگلیسی: New London) شهری در ایالت نیوهمپشایر کشور ایالات متحده آمریکا است که جمعیت آن در سرشماری سال ۲۰۱۰ میلادی، 4397 نفر بوده‌است.

## نگارخانه

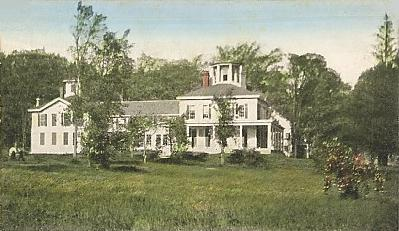
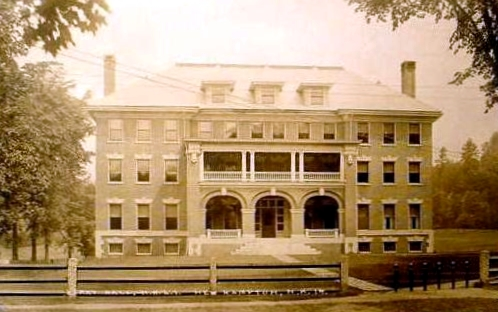
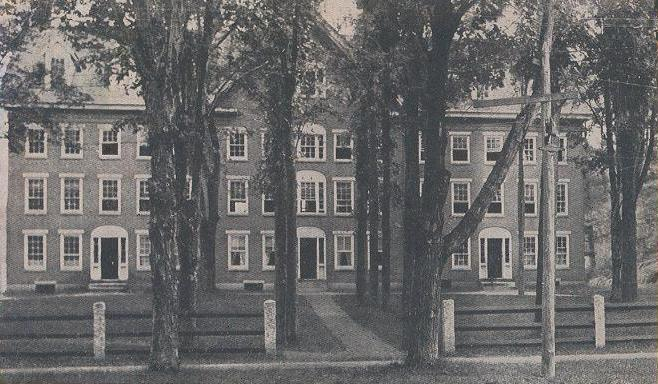
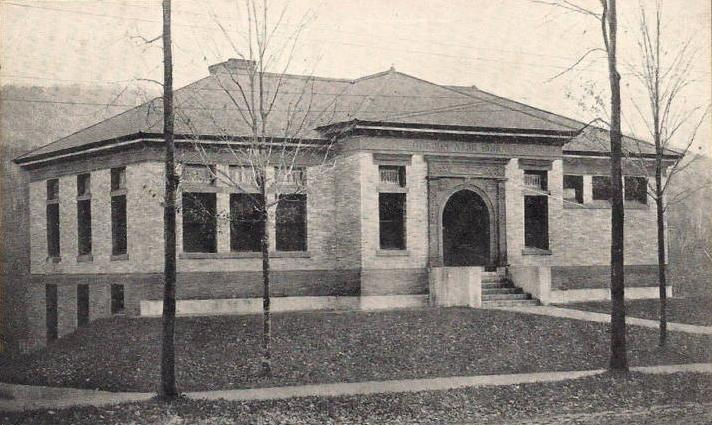